# Хурчан (приток Буюнды)
Хурчан (также Сурчан) — река в России, протекающая по Хасынскому району Магаданской области, левый приток Буюнды. Длина реки — 64 км, площадь водосборного бассейна — 711 км².
Река берёт начало в восточной части Верхнеколымского нагорья на высоте более 751 м над уровнем моря. На всём протяжении преимущественно течёт на северо-восток. Встречаются наледи. Долина реки расширяется в нижнем течении, где по берегам растёт лиственничная тайга. Впадает в Буюнду по левому берегу на отметке 476 м над уровнем моря, почти напротив впадения Малой Купки, в 322 км от впадения Буюнды в Колыму. Ширина перед устьем — 17 м при глубине 0,6 м.

## Основные притоки
| Название             | Расстояние от устья | Длина | Положение |
| -------------------- | ------------------- | ----- | --------- |
| Безымянный           | 27                  | 11    | левый     |
| Галлюцинация (ручей) | 30                  | 14    | правый    |

## Данные водного реестра
По данным государственного водного реестра России и геоинформационной системы водохозяйственного районирования территории РФ, подготовленной Федеральным агентством водных ресурсов:
- Бассейновый округ — Анадыро-Колымский
- Речной бассейн — Колыма
- Речной подбассейн — Колыма до впадения Омолона
- Водохозяйственный участок — Колыма от Колымской ГЭС до впадения реки Сеймчан
- Код водного объекта — 19010100212119000015385